# ルビンの壺が割れた
『ルビンの壺が割れた』（ルビンのつぼがわれた）は、宿野かほるによる小説である。2017年に新潮社から刊行された。

## 概要
かつて恋人だった男女がSNS上でやりとりをする話。

## 発売経緯
宿野かほるは覆面作家であり、ペンネーム以外の情報は非公開である。
2017年3月に著者から新潮社に作品が送付され、著者が新人であるものの社内での評価が高かったため、販売戦略について議論の結果、無料公開を行うことで話題をつくることとなった。2017年7月14日から2週間に限り、インターネット上で本文全文を無料公開し、キャッチコピーや感想文を募集した。
初版は1万部で発行されたが、重版が行われた。刊行から1ヶ月半経過時点で合計4万部が発行されている。

## 影響
2018年に小学館から刊行された『小説X あなたをずっと、さがしてた』（蘇部健一著）では、発売前にインターネット上での本文の無料公開とタイトルの公募が行われた。この営業戦略のうえで、『ルビンの壺が割れた』の発売経緯が参考にされている。

## 朗読劇
初演
黒木瞳の脚本・企画・出演、川名幸宏の演出で全4公演。キャストは黒木瞳の他、渡辺いっけい、細谷佳正＆陳内将（Wキャスト）。
- 日程
  - 2023年6月13日 - 15日、東京・紀伊國屋サザンシアター TAKASHIMAYA

再演
黒木瞳の脚本・企画・演出・出演で全10公演。キャストは黒木瞳の他、渡辺いっけい、野口一真。
- 日程
  - 2025年1月24日 - 25日、東京・I’M A SHOW
  - 2025年2月8日、長崎・とぎつカナリーホール
  - 2025年2月9日、福岡・八女市民会館おりなす八女 ハーモニーホール
  - 2025年2月11日、宮崎・都城市総合文化ホール 中ホール
  - 2025年2月13日、大分・竹田市総合文化ホール グランツたけた 廉太郎ホール
  - 2025年2月15日、熊本・市民会館シアーズホーム夢ホール 大ホール
  - 2025年2月16日、鹿児島・川商ホール 第2ホール